# Оукланд (Мисури)
Оукланд (енгл. Oakland) град је у америчкој савезној држави Мисури.

## Демографија
По попису из 2010. године број становника је 1.381, што је 159 (-10,3%) становника мање него 2000. године.
| Група             | 2000.         | 2010.         |
| Белци             | 1.490 (96,8%) | 1.318 (95,4%) |
| Афроамериканци    | 26 (1,7%)     | 30 (2,2%)     |
| Азијати           | 8 (0,5%)      | 6 (0,4%)      |
| Хиспаноамериканци | 10 (0,6%)     | 14 (1,0%)     |
| Укупно            | 1.540         | 1.381         |